# جیلیان هارمون
جیلیان هارمون (انگلیسی: Jillian Harmon؛ زادهٔ ۳ مارس ۱۹۸۷) بازیکن بسکتبال اهل نیوزیلند است.
وی در مسابقات کشوری و بین‌المللی در مجموع برندهٔ ۱ مدال نقره شده‌است.